# Jaleh Amouzgar
Jaleh Amouzgar (en persan : ژاله آموزگار), née le 2 décembre 1939 à Khoy, Azerbaïdjan occidental, est une iranologue et professeur d'université iranienne. 

## Biographie
Jaleh Amouzgar est titulaire d'un doctorat de l'Université de la Sorbonne en iranistique. Elle est ensuite présidente du département de la culture et des langues iraniennes anciennes à l'Université de Téhéran. 
Elle est également associée au projet Encyclopædia Iranica à Columbia University.   
Elle est chevalier de la Légion d'honneur et remporte le Prix du cyprès persan (un prix du patrimoine culturel iranien) en 2016.

## Travaux
- Zoroastrian myth of life
- Pahlavi language, literature and instructions
- Mythological history of Iran
- The first samples and the first man on legendary Iranian Shahriyar (traduction)
- Le cinquième livre du Denkard, Ahmad Tafazzuli (traduction), Louvain : Peeters, 2001,  (ISBN 978-2-910640-09-5)